# دراجة كهربائية أحادية العجلة

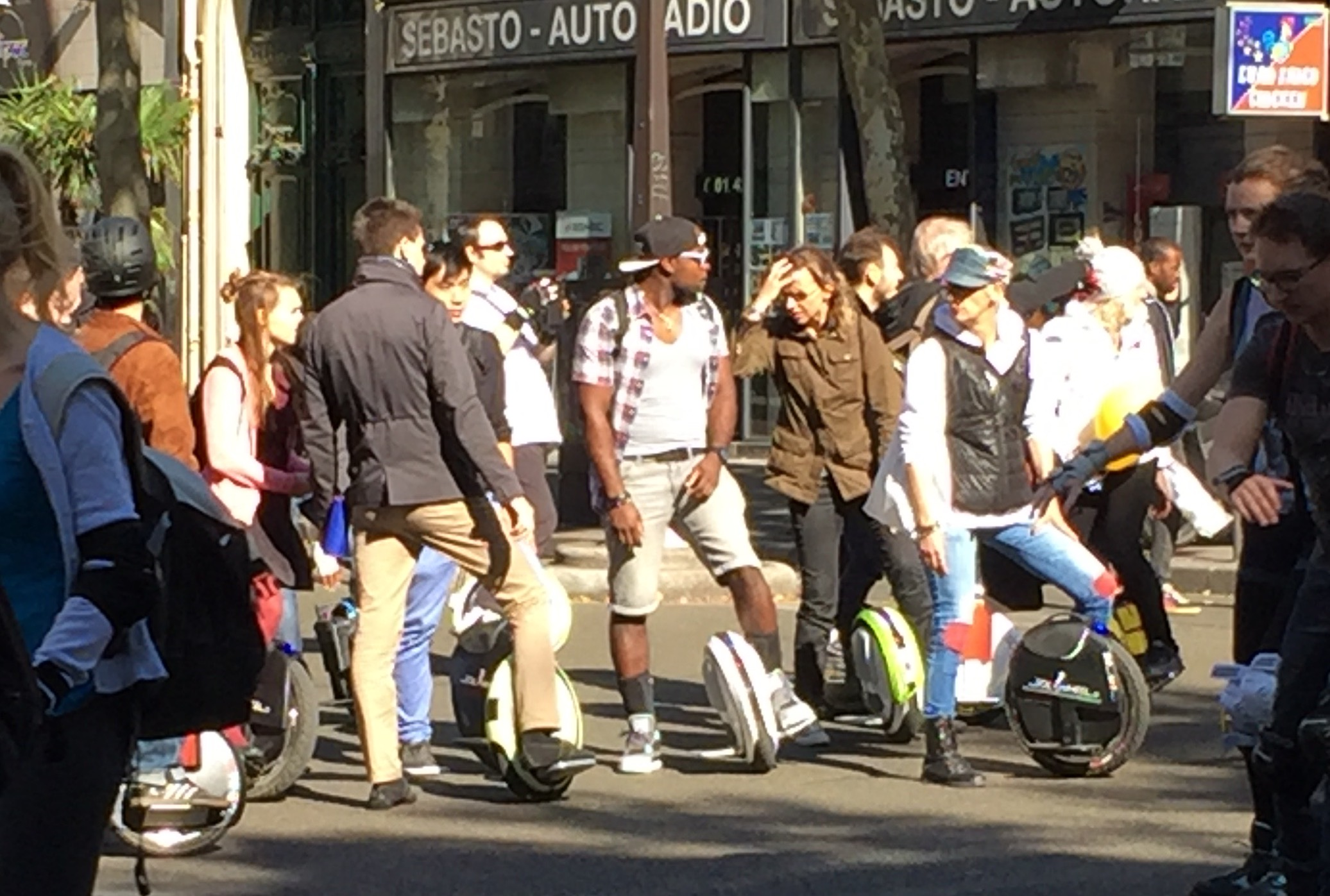
دراجات أحادية ذاتية التوازن في "الأيام الخالية من السيارات" (باريس بلا سيارات)، سبتمبر 2015

الدراجة الكهربائية أحادية العجلة (غالبًا ما تتم تهيئتها كـ EUC أو yuke أو Uni ) هي ناقلة شخصية ذاتية التوازن بعجلة واحدة. يتحكم الراكب في السرعة من خلال الميل للأمام أو للخلف، والتوجيه عن طريق لف الوحدة أو إمالتها من جانب إلى آخر. تستخدم آلية التوازن الذاتي مقاييس التسارع والجيروسكوبات. معظم الشركات المصنعة تقع في الصين، بما في ذلك سيجواي وإنموشن وكينغسونغ وبيجودي وليبيركيم.

## العملية
على غرار السكوتر ذاتي التوازن والسيجواي، تتميز الدراجات الأحادية العجلة الكهربائية بالتوازن الذاتي في الاتجاه الأمامي والخلفي، مع توفير الثبات من جانب إلى آخر من خلال حركات التوجيه البشرية التي تميل الوحدة أو تلويها، على غرار ديناميكيات الدراجات والدراجات النارية. يمكن اعتبار التحكم في الدراجة الأحادية العجلة مشابهًا للنواس المعكوس. تحتوي العديد من الدراجات الأحادية العجلة الكهربائية على نظام تعليق، يتم تشغيله إما بالهواء أو بالزنبركات.
تأتي الدراجات الأحادية العجلة الكهربائية بسرعات مختلفة، وقدرات البطارية، وقدرات المحرك. قد تصل سرعة الطرازات المنخفضة إلى 15 ميلاً في الساعة ويتراوح مداها بين 10 و15 ميلاً، في حين يمكن للنماذج المتقدمة التي سيتم طرحها في عام 2024 أن تصل سرعتها إلى 60 ميلاً في الساعة وأكثر من 100 ميل لكل شحنة.

## التاريخ

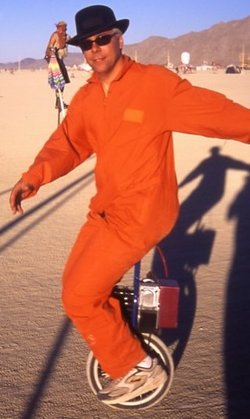
(تريفور بلاكويل) يُظهر نموذجه الأول

### التجريب المبكر
تم تسجيل براءة اختراع عجلة أحادية تعمل بالطاقة اليدوية في عام 1869 بواسطة ريتشارد سي هيمنج  مع براءة اختراع لوحدة طاقة الدواسة في عام 1885  تم تطوير العديد من العجلات الأحادية الآلية وعرضها خلال ثلاثينيات القرن العشرين دون نجاح تجاري  وحصل تشارلز إف تايلور على براءة اختراع "لمركبة ذات عجلة قيادة ودعم واحدة" في عام 1964 بعد حوالي 25 عامًا من التجارب. في عام 1977، قدم تشارلز غابرييل دراجة أحادية كهربائية تشبه تصميم أجهزة اليوم.

### التسويق
في عام 2003، أعلنت بومباردييه عن تصميم تصوري لمثل هذا الجهاز المستخدم كمركبة رياضية، وهو Embrio. في سبتمبر 2004، أظهر تريفور بلاكويل دراجة أحادية وظيفية ذاتية التوازن، باستخدام آلية تحكم مشابهة لتلك المستخدمة من قبل سيجواي ونشر التصميمات باسم Eunicycle. تم تحسين هذا النهج بشكل أكبر من قبل مجموعة من طلاب الهندسة في جامعة أديلايد الذين طوروا الدراجة الهوائية، والتي تتضمن محركًا محوريًا وبطارية أيونات الليثيوم وآلية توجيه جديدة حيث تدور العجلة بشكل مستقل عن المحور الرئيسي (الهيكل).

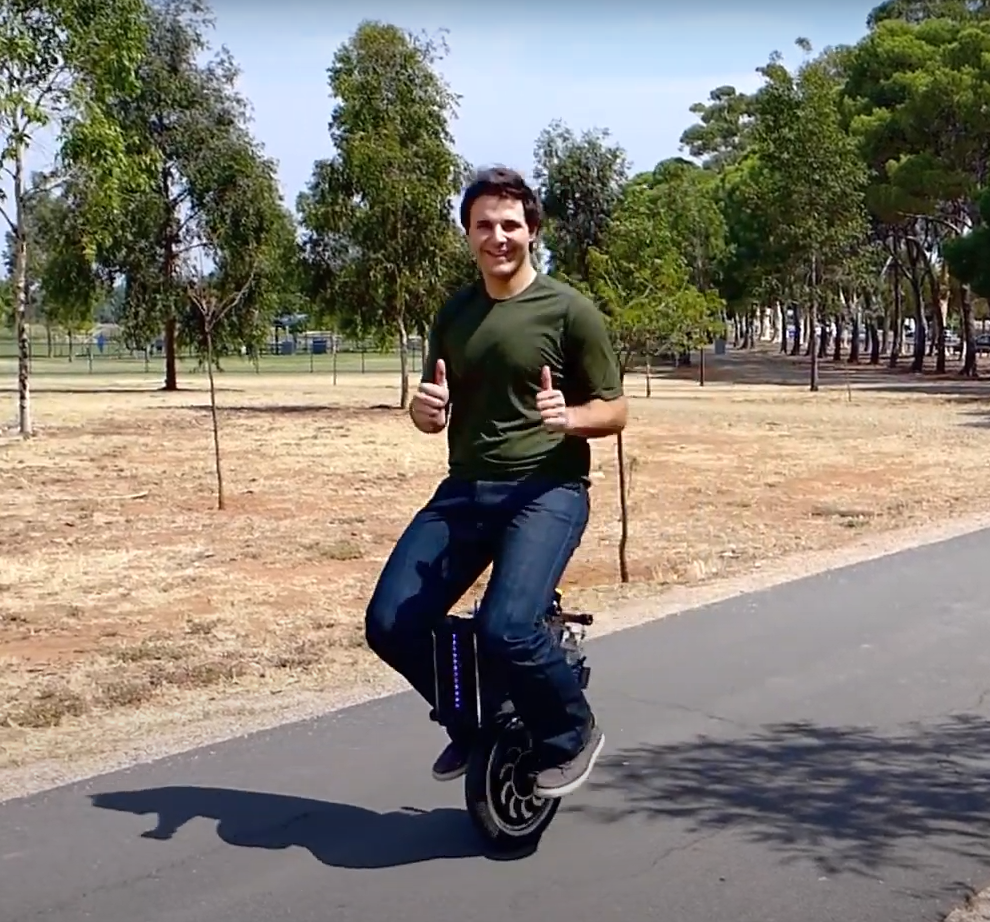
دراجة Micycle في عام 2010 مع آلية التوجيه والمحرك المحوري وبطارية أيونات الليثيوم

كانت الوحدات المبكرة تحتوي على مقعد، مما حد من مقدار إمالة الوحدة،  ولكن تم حل هذه المشكلة بالانتقال إلى الوحدات التي لا تحتوي على مقاعد والتي يمكن إمالتها أكثر من ذلك بكثير. في مارس 2010، قدّم شين تشين من إنفينتيست طلب براءة اختراع لدراجة أحادية كهربائية بدون مقعد (مرتبطة بمنتج "Solowheel" الذي تم إطلاقه في فبراير 2011)، والذي يستخدم دواسات مسطحة للوقوف على الأسطح الملامسة للساقين للسماح بتحكم ثابت ودقيق بدلاً من المقعد. في أكتوبر 2010، نشرت شركة Focus Designs مقطع فيديو لدراجة أحادية كهربائية بمحرك محوري ومقعد. في أواخر عام 2015، حصلت شركة فورد للسيارات على براءة اختراع "دراجة أحادية ذاتية الدفع قابلة للتشغيل مع السيارة"، مخصصة لركاب الميل الأخير. أطلقت سيجواي نموذج Ninebot One S1 الخاص بها في نوفمبر 2017.

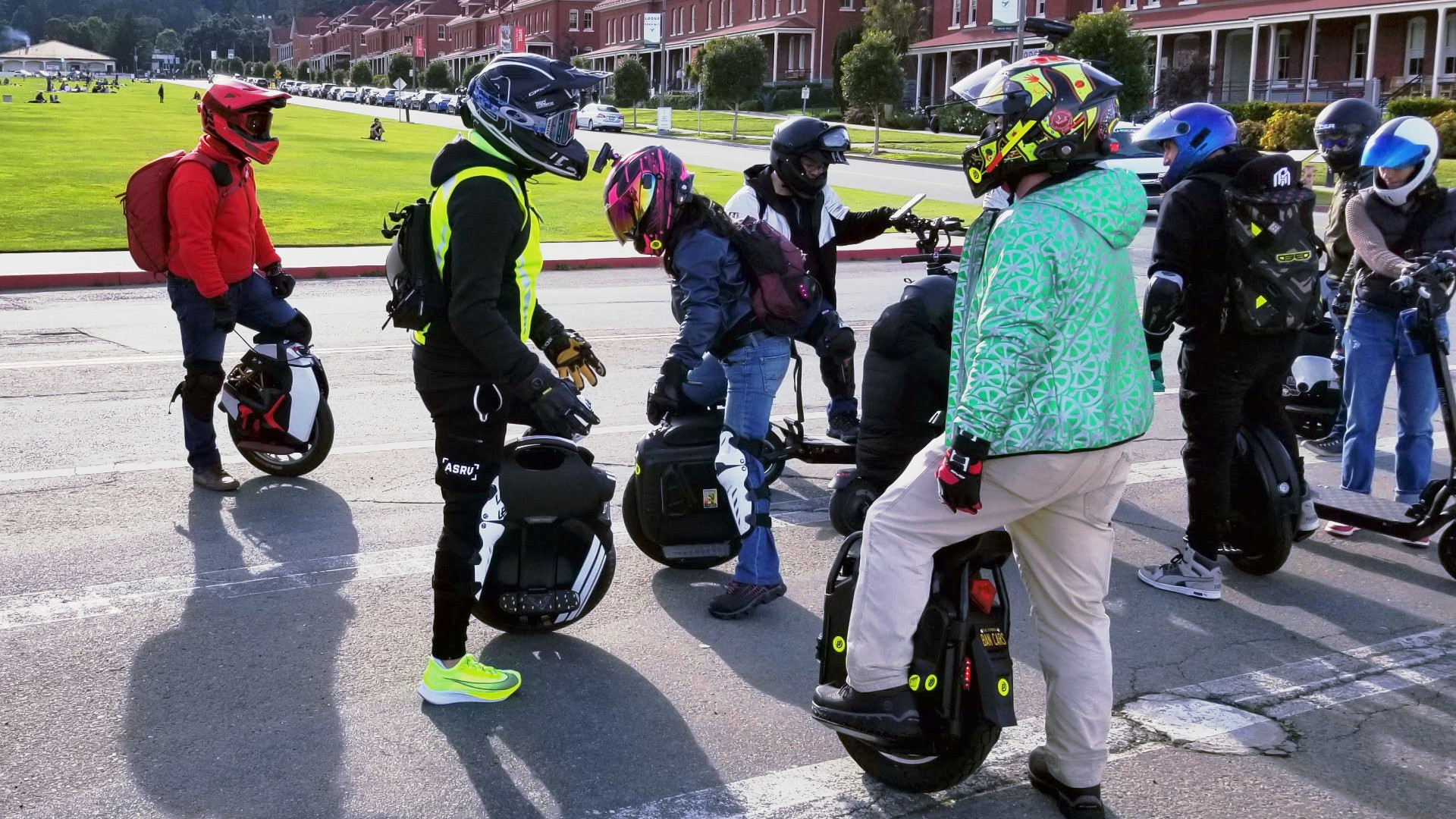
EUC وراكبو الدراجات البخارية الآلية يشاركون في رحلة جماعية في سان فرانسيسكو. تم ارتداء معدات الوقاية الشخصية بسبب السرعة القصوى الأعلى مع موديلات EUC الأحدث. كان الرجل الذي يرتدي سترة حمراء على اليسار يركب نموذجًا معلقًا.

بحلول مطلع العقد، سيطر العديد من المصنعين الصينيين على السوق واستمروا في إطلاق نماذج EUC بسرعات قصوى أعلى (أعلى من 75 كم/ساعة أو 46 ميلا في الساعة)،  وبطاريات ذات مدى أطول.
جاءت الشعبية في نفس الوقت تقريبًا الذي أطلقت فيه بيجودي (المعروفة سابقًا باسم جوتواي) خط M الفائق. تطور هذا إلى طرازي MSX وMSP وفي النهاية إلى طراز RS. في هذا الوقت تقريبًا، وصل فيتيران إلى مكان الحادث لأول مرة بعجلة الطريق شيرمان.
[بحاجة لتوضيح] في عام 2020، تم الكشف عن شهادات EUC المعلقة بواسطة إنموشن و كينغسونغ وجوتواي. وبعد التعليق بدأت الشركات العمل على سرعات وفولتية أعلى للمحركات.

## معرض صور

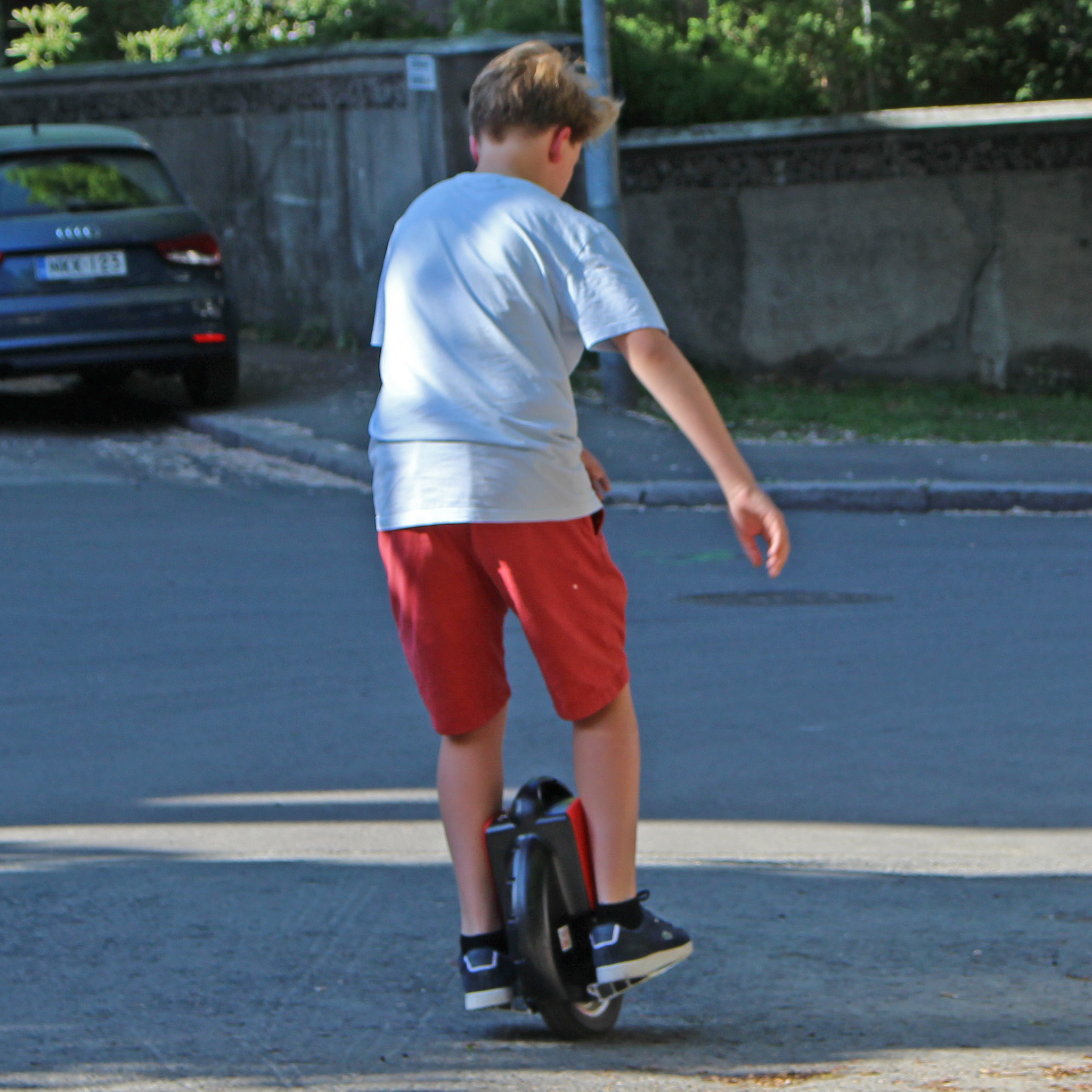
جهاز قيد الاستخدام
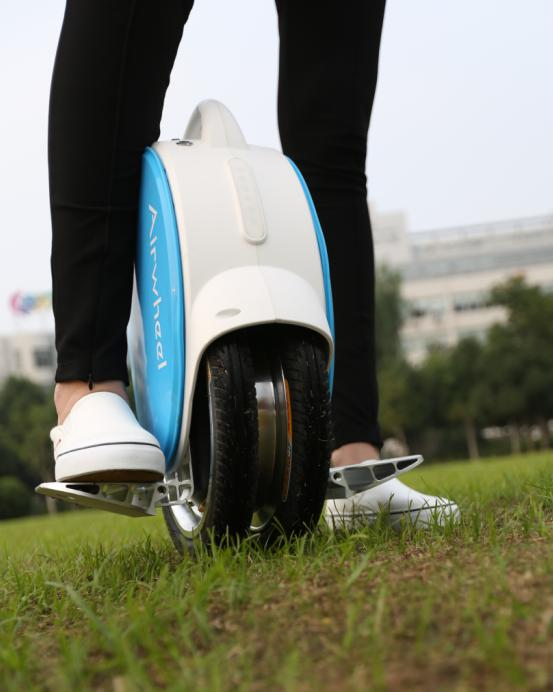
عجلة هوائية مع عجلة مزدوجة
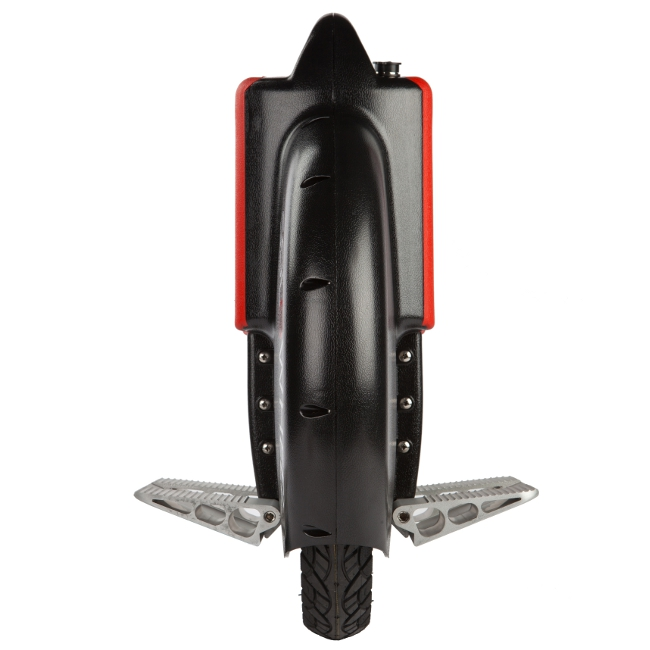
منظر أمامي للعجلة الأحادية
إشارة المرور
- فيديو للوحدة أثناء الاستخدام
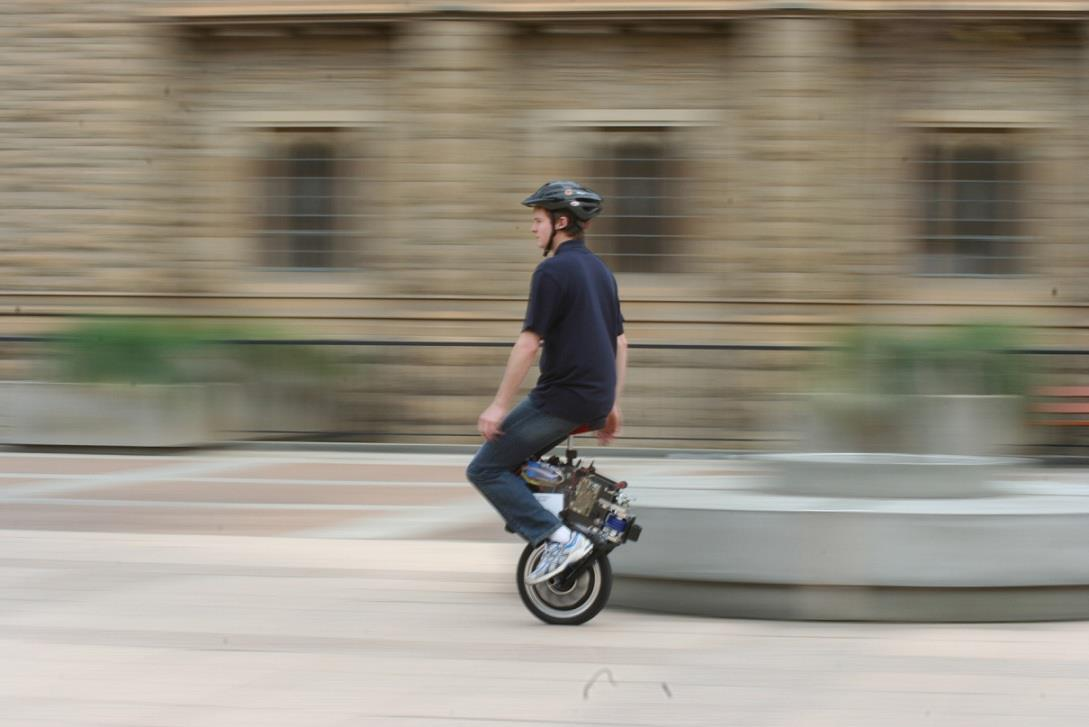
الدراجة الصغيرة
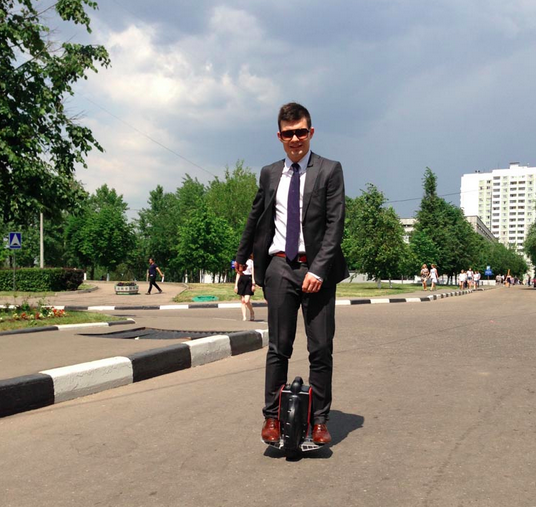